# The Score (film)
Pour les articles homonymes, voir Score.
Pour plus de détails, voir Fiche technique et Distribution.
The Score, ou Le Grand Coup au Québec, est un film germano-américain réalisé par Frank Oz, sorti en 2001.

## Synopsis
Propriétaire d'un club de jazz à Montréal, Nick Wells (Robert De Niro) décide de prendre sa retraite de cambrioleur de génie, et à qui aucun coffre n'a résisté. C'est compter sans son revendeur et ami de longue date Max Baron (Marlon Brando), qui lui propose un dernier gros « coup ». En effet, un sceptre d'une valeur inestimable appartenant au patrimoine français est justement en transit entre les murs du bâtiment des douanes canadiennes, à deux pas du club de Nick.
En acceptant de monter le plan, il choisit d'enfreindre deux règles qu'il s'était fixées, à savoir, ne pas travailler dans la ville où il réside et de surcroît avec un inconnu, soi-disant sûr. Ce dernier, travaillant dans ledit bâtiment sous une autre identité, Brian (Edward Norton), homme de ménage qui se fait passer pour un attardé mental, profite de la situation pour peaufiner les moindres détails. Durant cette affaire, chacun va devoir apprendre à se faire confiance, sans compter sur l'expérience de l'un et l'avidité de l'autre.

## Fiche technique
- Titre original et français : The Score
- Titre québécois : Le Grand Coup
- Réalisation : Frank Oz
- Scénario : Kario Salem, Lem Dobbs, Scott Marshall Smith
- Production : Gary Foster, Lee Rich
- Distribution : Paramount Pictures
- Musique : Howard Shore
- Photographie : Rob Hahn
- Montage : Richard Pearson
- Décors : Jackson De Govia (de)
- Pays d'origine :
  -  États-Unis
  -  Allemagne
- Langue : anglais
- Budget : 68 000 000 USD
- Genres : Film de casse, thriller, action
- Durée : 123 minutes
- Dates de sortie : 
  - États-Unis : 13 juillet 2001
  - France : 8 août 2001

## Distribution
Légende : Version Française (VF) ; Version Québécoise (VQ)
- Robert De Niro (VF : Jacques Frantz, VQ : Jean-Marie Moncelet) : Nick
- Edward Norton (VF : Damien Boisseau ; VQ : Antoine Durand) : Jack Teller / Brian
- Marlon Brando (VF : Marc Cassot, VQ : Vincent Davy) : Max Baron
- Angela Bassett (VF : Élisabeth Wiener, VQ : Madeleine Arsenault) : Diane
- Gary Farmer (VF : Pascal Renwick, VQ : Manuel Tadros) : Burt
- Jamie Harrold (VF : Christophe Lemoine, VQ : Patrice Dubois) : Steven
- Paul Soles (VF : René Morard) : Danny
- Martin Drainville (VQ : lui-même) : Jean-Claude
- Jean-René Ouellet (VF : Pierre Baton ; VQ : lui-même) : André
- Marie-Josée Colburn : étudiante

## Autour du film
C'est le seul film où Robert de Niro et Marlon Brando apparaissent ensemble. Ils ont joué le même personnage de Vito Corleone dans deux épisodes de la trilogie culte Le Parrain (I, Vito agé pour Brando ; et II, Vito jeune pour De Niro).
C'est le dernier film de Marlon Brando.
Alors que De Niro a touché 15 millions de dollars pour le film, Brando, monstre sacré du cinéma américain, n'a touché que 3 millions.